# Thripsaphis ossiannilssoni
Thripsaphis ossiannilssoni är en insektsart som beskrevs av Hille Ris Lambers 1952. Enligt Catalogue of Life ingår Thripsaphis ossiannilssoni i släktet Thripsaphis och familjen långrörsbladlöss, men enligt Dyntaxa är tillhörigheten istället släktet Thripsaphis och familjen borstbladlöss. Arten är reproducerande i Sverige.

## Underarter
Arten delas in i följande underarter:
- T. o. pacifica
- T. o. ossiannilssoni
- T. o. hebeiensis